# Gutacija
Gutacija predstavlja odavanje vode u obliku kapi i javlja se kada su uslovi optimalni za usvajanje vode, a odavanje vode transpiracijom je svedeno na minimun zbog visoke vlažnosti vazduha. Karakteristična je za tropsko drveće i neke zeljaste biljke.
Gutacija se obično javlja na vrhovima listova ili zupcima gde se nalaže vodene stome ili hidratode preko kojih se izlučuje voda. Voda izlazi iz sprovodnih sudova pod dejstvom korenovog pritiska, i napušta list. Sa starenjem lista se smanjuje aktivnost hidratoda.
Ovakav oblik transpiracije je posebno značajan kod mladih biljaka ili submerznih. 
Sok izlučen preko gutacije sadrži različite neogranske materije, aminokiseline, šećere, organske kiseline itd. Njegov specifičan hemijski sastav može da ukaže na stanje metabolizma i stepen obezbeđenosti biljaka pojedinim jonima.